# جنگ تجاری آمریکا و چین

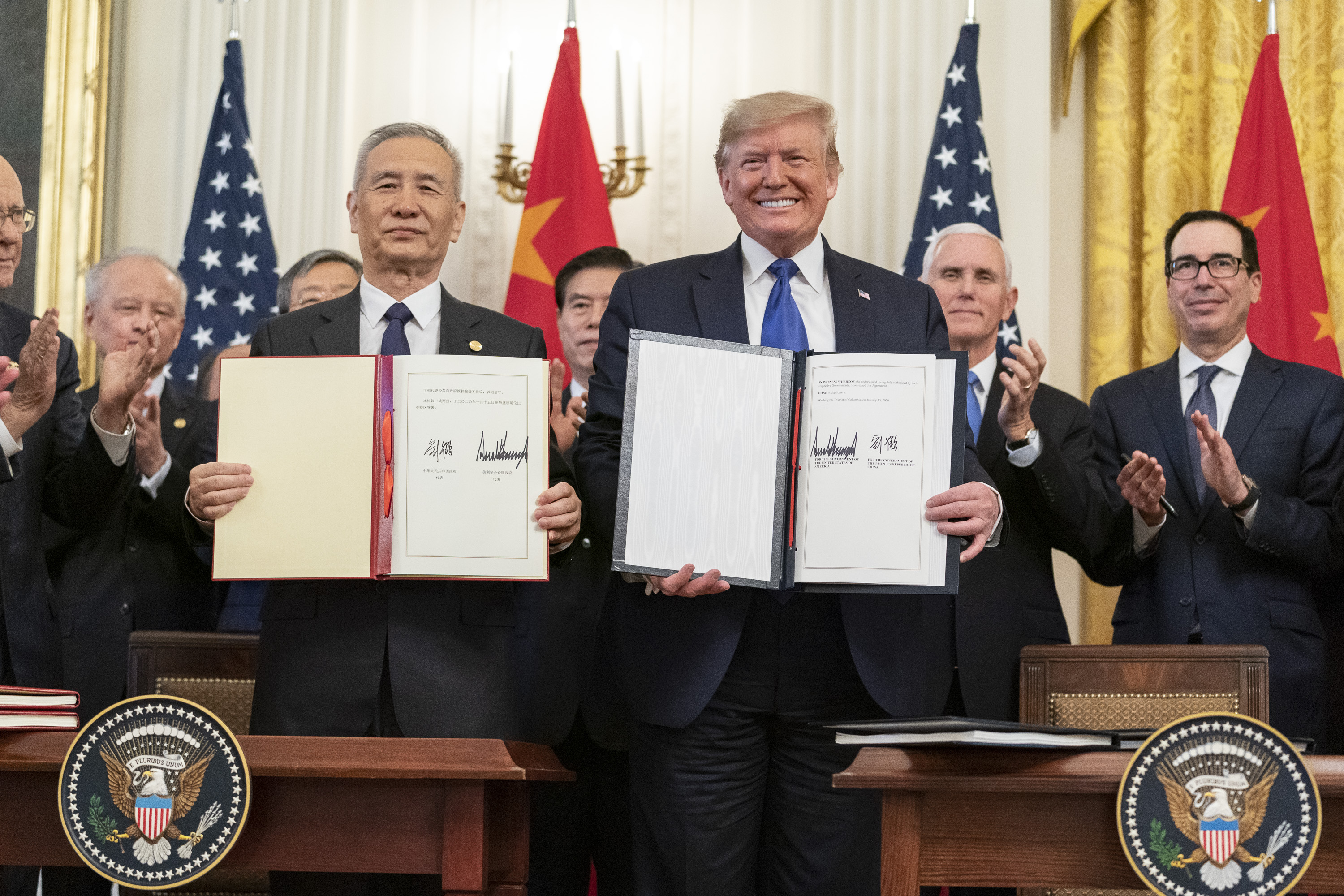
تصویری از رابطه چین و آمریکا

جنگ تجاری آمریکا و چین اشاره به جنگ تجاری بین ایالات متحده آمریکا و چین، پس از تصمیم دونالد ترامپ، رئیس‌جمهور ایالات متحده آمریکا، در ۶ ژوئیه ۲۰۱۸ بر اعمال ۳۴ میلیارد دلار تعرفه گمرکی بر واردات کالاهای چینی و در عمل متقابل چین در قبال کالاهای آمریکایی دارد، با هدف مجبور کردن چین به ایجاد تغییراتی در آنچه که ایالات متحده می‌گوید، شیوه‌های تجاری ناعادلانه طولانی مدت و سرقت مالکیت معنوی انجام داد. ترامپ در تبلیغات انتخاباتی خود وعده داده بود سواستفاده‌های چین از سامانه نابسامان بین‌المللی و روش‌های نامنصفانه را از میان بردارد. در آوریل ۲۰۱۸ طی درخواستی از سازمان تجارت جهانی تقاضا کرد که بررسی کند آیا چین در حال زیر پا گذاشتن حقوق مالکیت فکری است یا نه. پس از تشدید جنگ تجاری تا سال ۲۰۱۹، در ژانویه ۲۰۲۰ دو طرف به یک توافق فاز اول پرتنش دست یافتند. در پایان اولین دوره ریاست‌جمهوری ترامپ، جنگ تجاری به‌طور گسترده به عنوان یک شکست برای ایالات متحده شناخته شد.
دولت جو بایدن تعرفه‌ها را حفظ کرد و عوارض اضافی بر کالاهای چینی مانند وسایل نقلیه الکتریکی و پنل‌های خورشیدی را اضافه کرد. در سال ۲۰۲۴ کمپین ریاست‌جمهوری ترامپ تعرفه ۶۰ درصدی بر کالاهای چینی را پیشنهاد کرد. در ۱ فوریه ۲۰۲۵ دولت ترامپ تعرفه‌های گمرکی بر چین را ۱۰ درصد افزایش داد، این درحالی بود که در ۴ مارس، دولت آنها را ۱۰درصد دیگر افزایش داد.

## پیش‌زمینه

### ساختار نظام اقتصادی-سیاسی چین
چین دارای یک اقتصاد دستوری تحت نظارت حزب کمونیست چین است که بیشترین سود را عاید شرکت‌های دولتی و سرمایه‌داری دولتی می‌کند و از جمله فعالیت‌های آن راه ابریشم جدید و ساخت چین ۲۰۲۵ است. کشورهای ایالات متحده، اتحادیه اروپا، ژاپن، کانادا و مکزیک، چین را به عنوان یک اقتصاد بازاری قبول ندارند.

## سیر زمانی

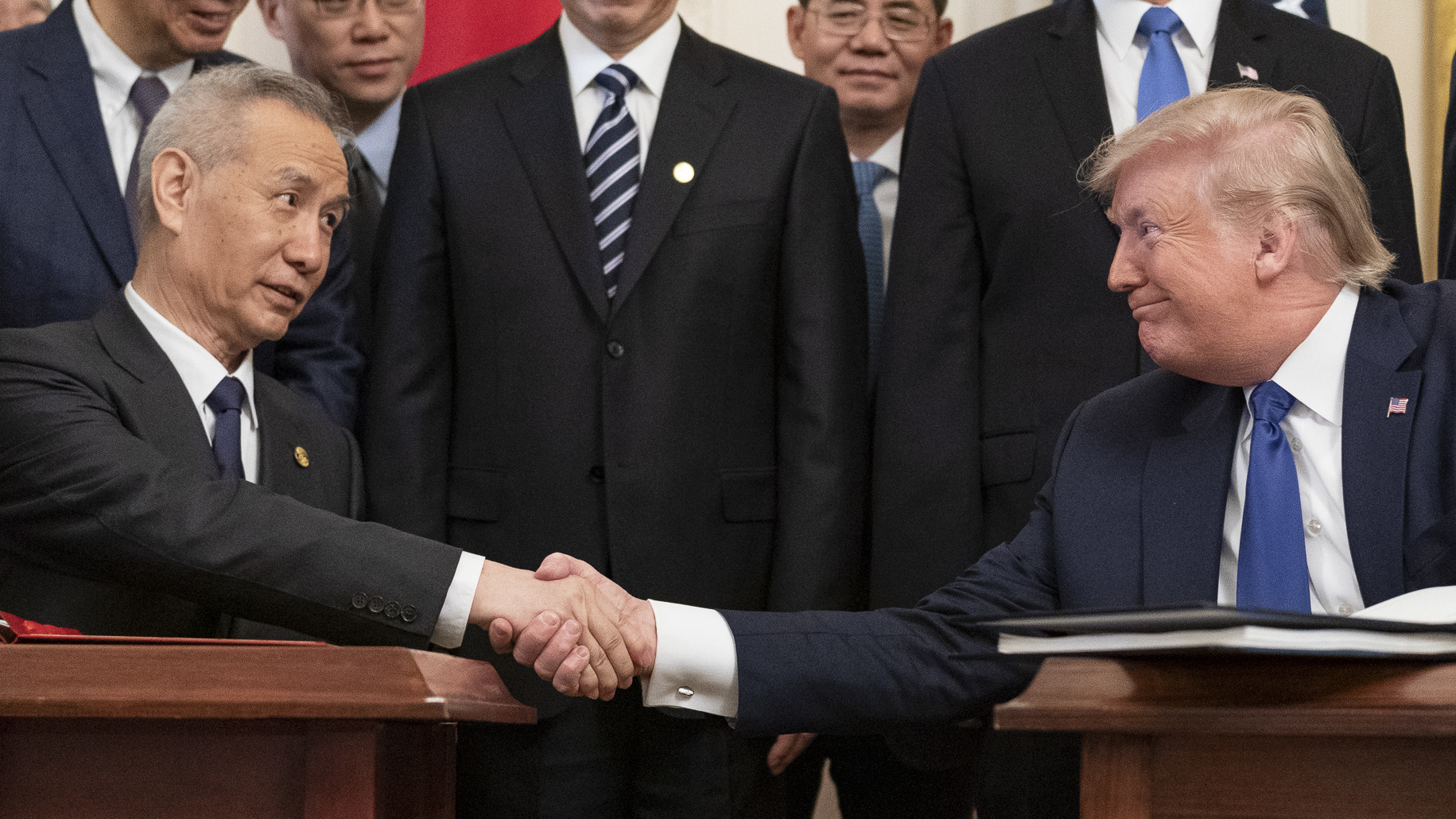
رابطه و جنگ تجاری آمریکا و چین (۲۰۱۸)

آمریکا در سال ۲۰۱۸ یک رشته پرونده‌های قضایی علیه شرکت‌های فناوری چین تنظیم کرد. این شرکت‌ها به سرقت ابزارهای امنیت سایبری و نقض تحریم‌های آمریکا متهم هستند. دولت آمریکا شرکت‌های آمریکایی را از فروش قطعات به شرکت ارتباطات زی‌تی‌ئی چین منع کرد که به نقض تحریم‌های ایران مربوط بود. آمریکا بعداً این ممنوعیت را لغو و به جای آن جریمه‌ای بر آن شرکت بزرگ اعمال کرد.
رهبران دو اقتصاد بزرگ جهان پس از دو ماه جنگ تجاری بین دو کشور و وضع تعرفه بر کالاهای یکدیگر، روز دهم آذر در حاشیه نشست گروه ۲۰ در آرژانتین شام کاری برگزار کردند و به توافق‌هایی دست یافتند که به سه ماه آتش‌بس در این جنگ تعبیر شد که البته چهار روز بعد اعلام عمومی شد. خبر دستگیری منگ وانژو معاون رئیس هیئت مدیره و رئیس امور مالی شرکت بزرگ چینی هواوی در همان روز توافق به هراس از ظهور جنگ سرد دامن زد و بازارهای سهام در سراسر جهان در ۶ دسامبر کاهش نشان دادند.

## واکنش‌ها

### کنگره آمریکا
- سناتور آمریکایی چاک شومر افزایش تعرفه توسط دونالد ترامپ را مورد تحسین قرار داد و گفت: دموکرات‌ها، جمهوری‌خواه‌ها و هر آمریکایی با هر ایدئولوژی در هر جای کشور که زندگی می‌کند باید از این حرکت حمایت کند.

### اتحادیه اروپا
- اتحادیه اروپا در ۱ جون ۲۰۱۸ اقدامی مشابه ایالات متحده انجام داد و در سازمان تجارت جهانی از چین شکایت قانونی کرد.